# 交響組曲機動戦士ガンダムSEED シンフォニーSEEDシリーズ
『交響組曲機動戦士ガンダムSEED シンフォニーSEEDシリーズ』（こうきょうくみきょくきどうせんしガンダムシード シンフォニーシードシリーズ）は、テレビアニメ『機動戦士ガンダムSEED』及び『機動戦士ガンダムSEED DESTINY』のオリジナルサウンドトラック集（『機動戦士ガンダムSEED・SEED DESTNY オリジナルサウンドトラック集』）を交響組曲として新たに作・編曲したもの。

## 解説
サントラ版と比べ、演奏時間や曲の構成などが大幅に見直され、まとまった管弦楽曲として完成しており、また、サントラ版では使用されていたエレキベースやシンセサイザーなどの電気楽器や電子楽器が使用されておらず、純粋なオーケストラとなっている。「シンフォニーSEED第7楽章」は、「日本プロ音楽録音賞」を受賞した。

## リリース一覧

### 交響組曲機動戦士ガンダムSEED シンフォニーSEED
2004年5月18日にビクターエンタテインメントから発売された。初回限定盤は特殊パッケージとレコーディングレポートと、楽譜の一部をコピーしたものが封入されている。
収録曲
1. Opening 第一章 蒼き海に乱れの予感
2. Suspense 第二章 忍びくる風の波紋
3. Take Off 第三章 大いなる勇士の鼓動
4. Memory 第四章 愛しみの旋律の彼方
5. Zafuto 第五章 正義という名の赤い河
6. Death 第六章 哀しみの消えぬ世界で
7. Gundam 第七章 揺れる心と誓いの絆
8. The Song 第八章 あんなに一緒だったのに
9. A Wish 第九章 静かなる平和の調
10. Finale 第十章 闘いの果て届けられた想い

以下に、元となったTV版サウンドトラックの曲を記す。
1. OST1「翔べ!SEED」･「平和な星」、OST2「ザフトの侵攻」
2. OST1「進撃」･「焦り」、OST2「想い」
3. OST1「アークエンジェルの旅立ち」
4. OST2「回想」
5. OST1「ザフトの陰謀」、OST2「ザフトの侵攻」
6. OST3「フレイの死」･「撃沈ドミニオン」
7. OST1「GUNDAM出撃」、OST3「カウントダウン」、OST2「STRIKE出撃」
8. 「あんなに一緒だったのに」歌：See-Saw
9. OST1「静かな夜に」歌：ラクス・クライン（田中理恵）
10. OST3「正義と自由」･「友情の防衛線」･「フリーダム自爆」

### 交響組曲機動戦士ガンダムSEED DESTINY シンフォニーSEED DESTINY
2005年12月16日にビクターエンタテインメントから発売された。前作同様、初回限定盤は特殊パッケージとレコーディングレポートが封入されている。
収録曲
1. Opening 第一章 運命の扉開かれる刻
2. Brand New Days 第二章 示された世界と約束
3. Battle in the Space 第三章 戦火散り咲く漆黒の空
4. The Shadow of his mind 第四章 正義で塗られた罪の在処
5. War 第五章 蒼天に揺れる剣と叫び
6. SINN ASUKA 第六章 切り裂かれた想いと苦悩の瞳
7. Spaceship MINERVA 第七章 聡明なる女神の艦
8. ORB 第八章 剣無き黄昏の大地
9. Shyer Soldier 第九章 自由という名の孤独
10. STELLAR 第十章 哀しみに沈む刹那の揺り籠
11. After the glory 第十一章 迷える翼に選ばれし明日
12. Finale 第十二章 新しき世界が知る混迷の未来

以下に、元となったTV版サウンドトラックの曲を記す。
1. OST1「停戦の果てに…」、OST2「出撃!インパルス」、OST4「最後の征戦〜剣の先、不安と涙」OST1「CORESPRENDOR LIFTOFF」、OST3「艦隊交戦」
2. OST3「新たなる力と正義」
3. OST2「開戦前夜」、OST1「艦隊出現」
4. OST2「確執の隙間」、OST3「悪魔の契約」
5. OST3「艦隊交戦」、OST2「覚醒シン・アスカ」
6. OST1「憎しみあればこそ」
7. OST1「MINERVA NAVIGATION」･「MINERVA TAKEOFF」
8. OST2「海と風と空と」、OST3「不惑の婚礼」
9. OST2「覚醒シン･アスカ」･「見せない心」
10. OST3「狂気の果て」
11. OST4「二つの母艦〜壮絶」･「二つの母艦〜信念」
12. OST4「新しき世界へ〜衝撃」･「新しき世界へ〜正義」･「新しき世界へ〜自由」

## 製作スタッフ
- 作曲・編曲：佐橋俊彦
- 音楽プロデューサー：野崎圭一、山下宏、宮井紫帆、佐藤正和
- エンジニア：ヨシタムラ
- ミキサー：山崎和重、服部知実
- 演奏：ロンドン交響楽団
- 指揮：ニック・イングマン